# Griggs Field at James S. Malosky Stadium
Le Griggs Field at James S. Malosky Stadium, auparavant connu sous le nom de Griggs Field, est un stade omnisports américain (servant principalement pour le football américain et le soccer) situé dans la ville de Duluth, dans le Minnesota.
Le stade, doté de 4 500 places et inauguré en 1966, appartient à l'Université du Minnesota à Duluth et sert d'enceinte à domicile à l'équipe universitaire des Bulldogs de Minnesota-Duluth (pour le football américain, le soccer féminin, le softball et l'athlétisme).

## Histoire
Le stade, situé sur le campus universitaire, ouvre ses portes en 1966 sous le nom de Griggs Field (du nom de Richard L. Griggs, philanthrope, ancien président de la Northern National Bank / Duluth National Bank, fondateur de la Jefferson Lines et régent de l'Université du Minnesota). Le stade est inauguré le 29 octobre 1966.
En 2008, le nom de Jim Malosky est rajouté au stade, en hommage à l'entraîneur de football américain des Minnesota-Duluth Bulldogs.
En 2010, une structure de 6,5 millions $ à quatre niveaux, comprenant un espace commercial, une salle de club spacieuse et des installations de presse/diffusion sont ajoutées à la tribune.
En 2013 est ajouté un nouveau tableau de bord à 325 000 $. En 2016, le gazon est remplacé pour un coût de 600 000 $. En 2017, une nouvelle piste de 400 m à huit voies de 1,2 million $ est installée.